# Cephalodella trigona
Cephalodella trigona is een raderdiertjessoort uit de familie Notommatidae. De wetenschappelijke naam van deze soort is voor het eerst geldig gepubliceerd in 1895 door Rousselet.